# Helena Franzén
Helena Franzén är en svensk dansare och koreograf.
Helena Franzén utbildade sig på Balettakademien i Stockholm 1986–1989 och i koreografi på Danshögskolan  i Stockholm 1995–1998.
Helena Fanzén tilldelades ett tioårigt långtidsstipendium av Konstnärsnämnden 2007. År 2011 fick hon Svenska teaterkritikers förenings danspris och 2014 Per Ganneviks stipendium.